# Église Sainte-Cécile-et-Saint-Roch de Sénaillac
 (décembre 2023).
La mise en forme du texte ne suit pas les recommandations de Wikipédia : il faut le « wikifier ».
Les points d'amélioration suivants sont les cas les plus fréquents. Le détail des points à revoir est peut-être précisé sur la page de discussion.
- Les titres sont pré-formatés par le logiciel. Ils ne sont ni en capitales, ni en gras.
- Le texte ne doit pas être écrit en capitales (les noms de famille non plus), ni en gras, ni en italique, ni en « petit »…
- Le gras n'est utilisé que pour surligner le titre de l'article dans l'introduction, une seule fois.
- L'italique est rarement utilisé : mots en langue étrangère, titres d'œuvres, noms de bateaux, etc.
- Les citations ne sont pas en italique mais en corps de texte normal. Elles sont entourées par des guillemets français : « et ».
- Les listes à puces sont à éviter, des paragraphes rédigés étant largement préférés. Les tableaux sont à réserver à la présentation de données structurées (résultats, etc.).
- Les appels de note de bas de page (petits chiffres en exposant, introduits par l'outil «  Source ») sont à placer entre la fin de phrase et le point final[comme ça].
- Les liens internes (vers d'autres articles de Wikipédia) sont à choisir avec parcimonie. Créez des liens vers des articles approfondissant le sujet. Les termes génériques sans rapport avec le sujet sont à éviter, ainsi que les répétitions de liens vers un même terme.
- Les liens externes sont à placer uniquement dans une section « Liens externes », à la fin de l'article. Ces liens sont à choisir avec parcimonie suivant les règles définies. Si un lien sert de source à l'article, son insertion dans le texte est à faire par les notes de bas de page.
- La présentation des références doit suivre les conventions bibliographiques. Il est recommandé d'utiliser les modèles {{Ouvrage}}, {{Chapitre}}, {{Article}}, {{Lien web}} et/ou {{Bibliographie}}. Le mode d'édition visuel peut mettre en forme automatiquement les références.
- Insérer une infobox (cadre d'informations à droite) n'est pas obligatoire pour parachever la mise en page.

Pour une aide détaillée, merci de consulter Aide:Wikification.
Si vous pensez que ces points ont été résolus, vous pouvez retirer ce bandeau et améliorer la mise en forme d'un autre article.
 (février 2024).
L'église Sainte-Cécile-et-Saint-Roch de Sénaillac est une église située à Sénaillac-Latronquière dans le département du Lot en région Occitanie.

## Historique
Sénaillac
basé sur l'anthroponyme Senilius ou Sanilius dérivé de Sanus et de sa terminaison en "ac" peut être tenu pour une ancienne villa gallo-romaine.
Le village de Sénaillac est cité dès 885 par Deloche comme étant rattaché à l'abbaye de Beaulieu mais l'identification reste incertaine; en revanche, il est sûr qu'en 1146 l'église appartient à l'abbaye de Figeac.

### 855-1108
Le village de Sénaillac est rattaché à l'abbaye de Beaulieu. L'église n'est pas citée.
 
Dans le cartulaire de l'abbaye de Beaulieu, trois chartes mentionnent le village de Samiliaco (885), Aessimiliaco et Similiaco (1097-1108) que Deloche identifie à Sénaillac. Dans la charte CXXX datée de 855, Frotaire, fils d'un certain Frodini et de Hildegarde, cède à l'Abbaye sa villa de Samiliaco, soit quatre manses avec ses mancipii (?): Arcambaldus, Andrea et son épouse Aneberga, Alambertus et Aldaricus. La donation comprend la totalité de tout ce qu'il possède: "terres cultes et incultes [...], piscatoriis (?) [...]".
Dans la charte CXXIV (1097-1108), parmi tous les biens donnés à l'Abbaye par Géraldus Robertus il est question d'un lieu "dans l'eau", d'une rivière, qui est appelé Aessimiliaco où l'on peut capturer des poissons au filet : il s'agit certainement du Tolerme.
Enfin dans la charte CXXIII (1097-1108), il est question de Robertus de Similiaco.

### 1146
L'église est citée, elle appartient à l'abbaye de Figeac.

En 755, l'église de Sénaillac comme celles de Sousceyrac et de Gorses est mentionnée dans la fausse bulle de Pépin parmi les possessions du monastère de Figeac. Il est certain qu'en 1146 elle appartenait à cette abbaye mais à quel saint était-elle dédiée ?
Champeval de Veyrs parle d'une Église paroissiale Notre-Dame et son annexe Sainte-Cécile alors que d'après le chanoine Albe, il semble qu'il y ait eu jadis une annexe Saint-Marie-Magdeleine, peut-être le patron titulaire d'un prieuré dont l'église aurait été différente de l'église paroissiale. En 1498, la paroisse est dédiée à Sainte-Marie et Sainte-Cécile.
Aujourd'hui, le patron titulaire est Sainte-Cécile et Saint-Roch, le patron secondaire.
La documentation écrite concernant l'église de 1146 est à ce jour inexistante, de même que celle concernant tous les remaniement postérieurs.
À défaut de documents d'archives 
il n'y a que les témoignages "vivants" qui prouvent qu'il s'y trouvait une église romane à laquelle on ajouta entre le XIIIe et le XVIe siècle deux chapelles et dont la nef fut prolongée au XIXe siècle. Au Moyen Âge, selon Delpon et la Tradition orale, il existait à Sénaillac de nombreux souterrains dont certains communiquaient avec l'église; le cas n'est pas unique, on le retrouve à Sousceyrac, Lentillac, Siran et Saint-Saury.

## Description de l'édifice

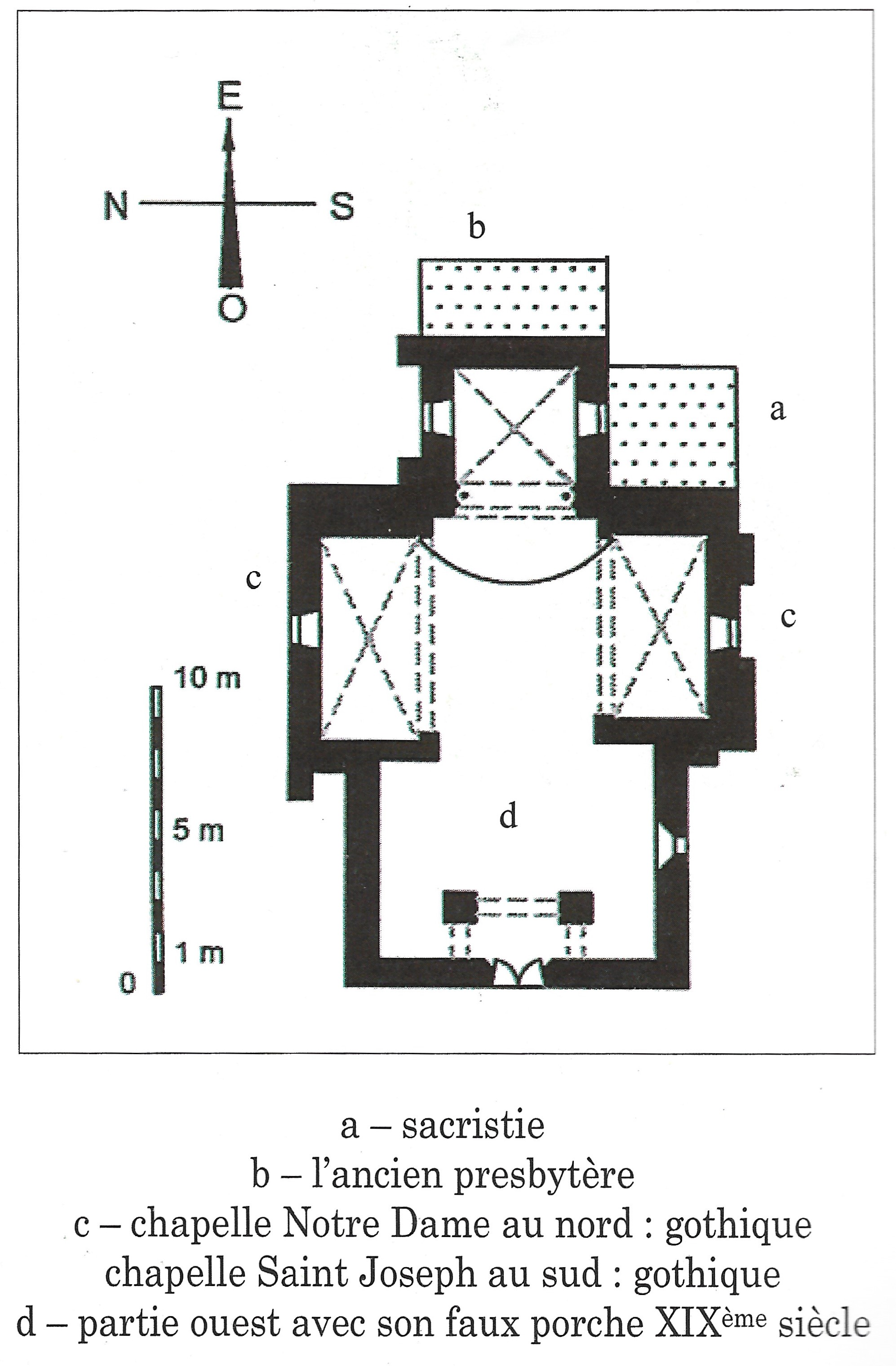
Plan de l'église

Comme toutes les églises campagnardes, c'est un édifice composite où tous les styles cohabitent sans heurt depuis le XIIe jusqu'au XIXe siècle.

### Description extérieure
De l'église romane qui comportait une abside quadrangulaire prolongée par une courte nef, il ne nous reste que les vestiges d'un chevet plat dont la partie orientale est cachée par ce qui fut le presbytère. On retrouve le même plan à Labastide-du-Haut-Mont (une abside de plan carré qui est devenue la sacristie). La surélévation du chevet n'a fort heureusement pas fait disparaître toute la corniche romane et ses modillons, mieux conservés sur le côté méridional que sur le côté septentrional.

#### La corniche et les modillons du côté sud

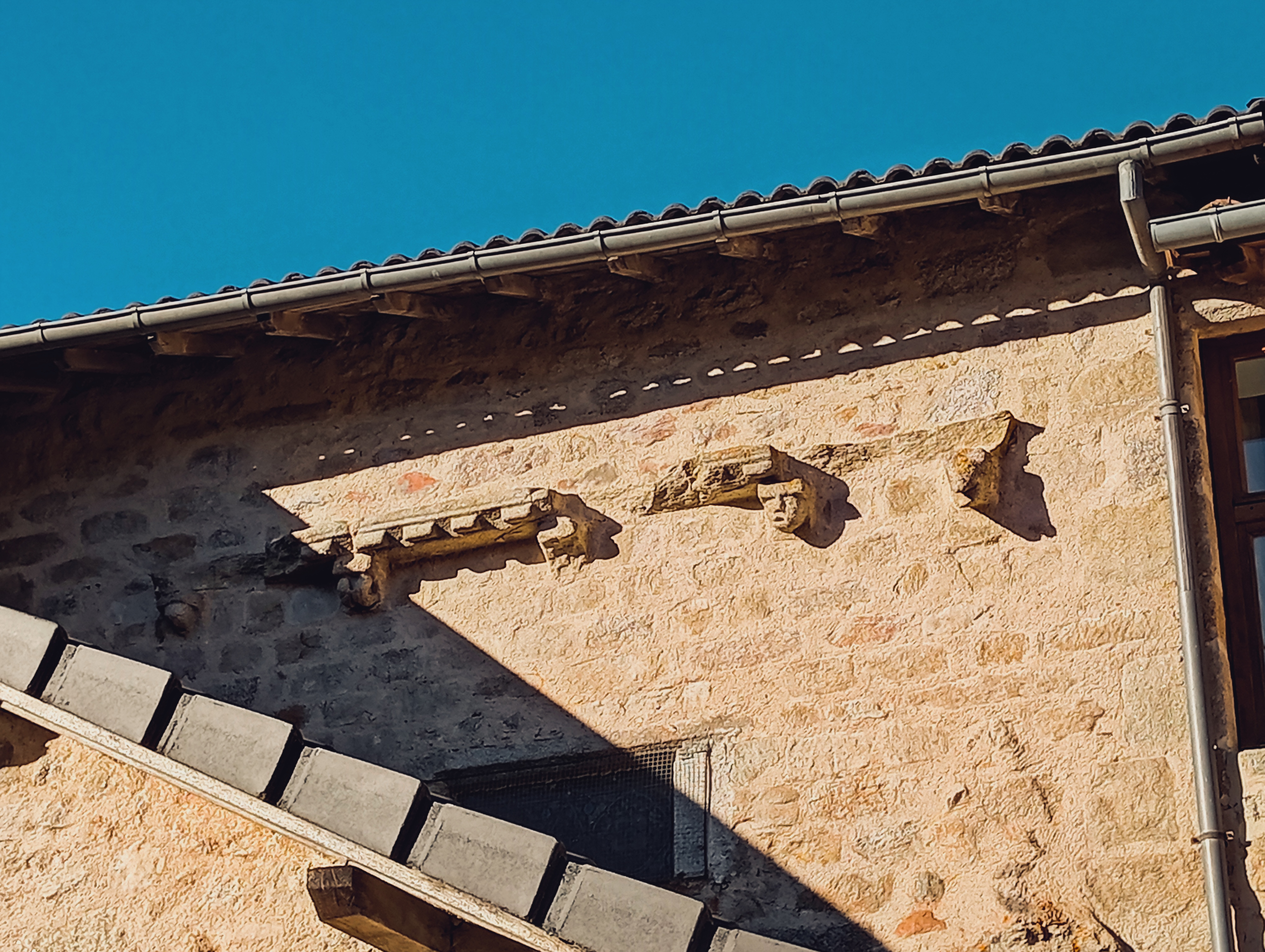
Corniche et Modillons côté Sud.

On remarque la corniche à billettes apparentée à celle de Teyssieu, soutenue par quelques modillons intéressants et à peu près bien conservés : deux têtes humaines, une tête animale, un motif à 4 pétales et 1 damier.

#### La corniche et les modillons du côté nord

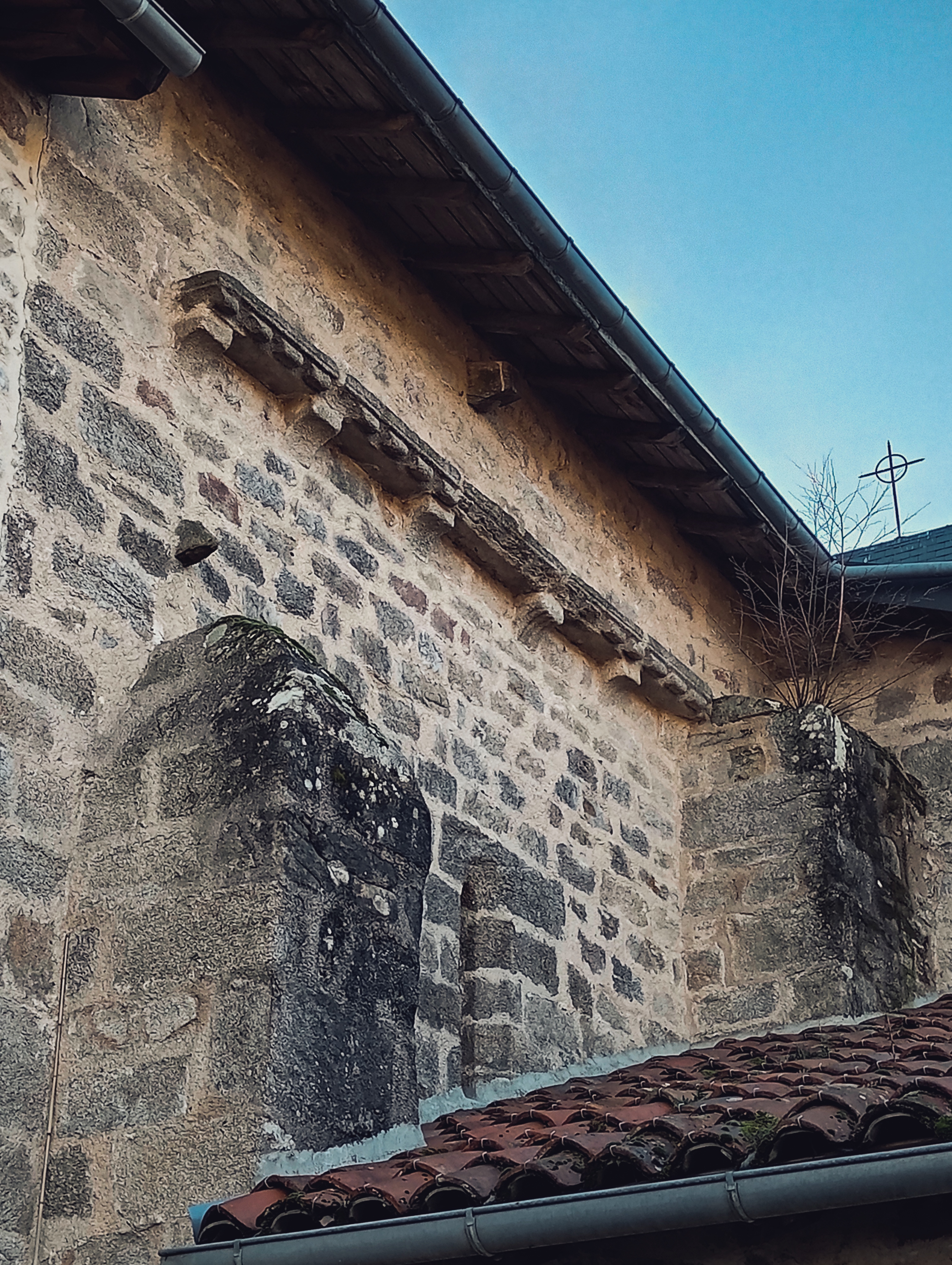
Corniche et Modillons côté Nord.

les modillons sont seulement épannelés, un seul est orné, il représente une tête cornue en partie cachée par la maçonnerie.
Plus tard, sans avancer de date, on rajouta deux chapelles gothiques. Celle du Sud est épaulée par trois puissants contreforts dont l'importance et la forme sont inhabituelles. Sur le plus large d'entre eux, apparait un petit cœur en très léger relief qui peut correspondre à l'emplacement d'une tombe de l'ancien cimetière qui occupait autrefois la place actuelle.
Au XIXe siècle, on prolongea la nef romane et l'on construisit la façade occidentale et le clocher; évoquant ses deux très belles cloches, l'Abbé Landes écrivait : "la plus grande fut fondue sur la place du village et nombreux étaient les paroissiens qui jetaient dans la fournaise des pièces d'où la finesse de sa voix". On retrouve le même cérémonial à Siran : vers 1870 il y avait encore dans la paroisse de nombreuses personnes âgées qui se souvenaient de fonte de la petite cloche. Le four avait été bâti sur la place, face à la maison Larmandie et dans le creuset où les riches venaient jeter quelques pièces d'argent, "voilà pourquoi, disaient-ils, nos vieilles cloches ont des sonorités qui les font distinguer du premier coup". L'une de ces pièces conservée par une habitante porte la date MDCCCXXV (1825) et le portrait de Charles X.

### Description intérieure

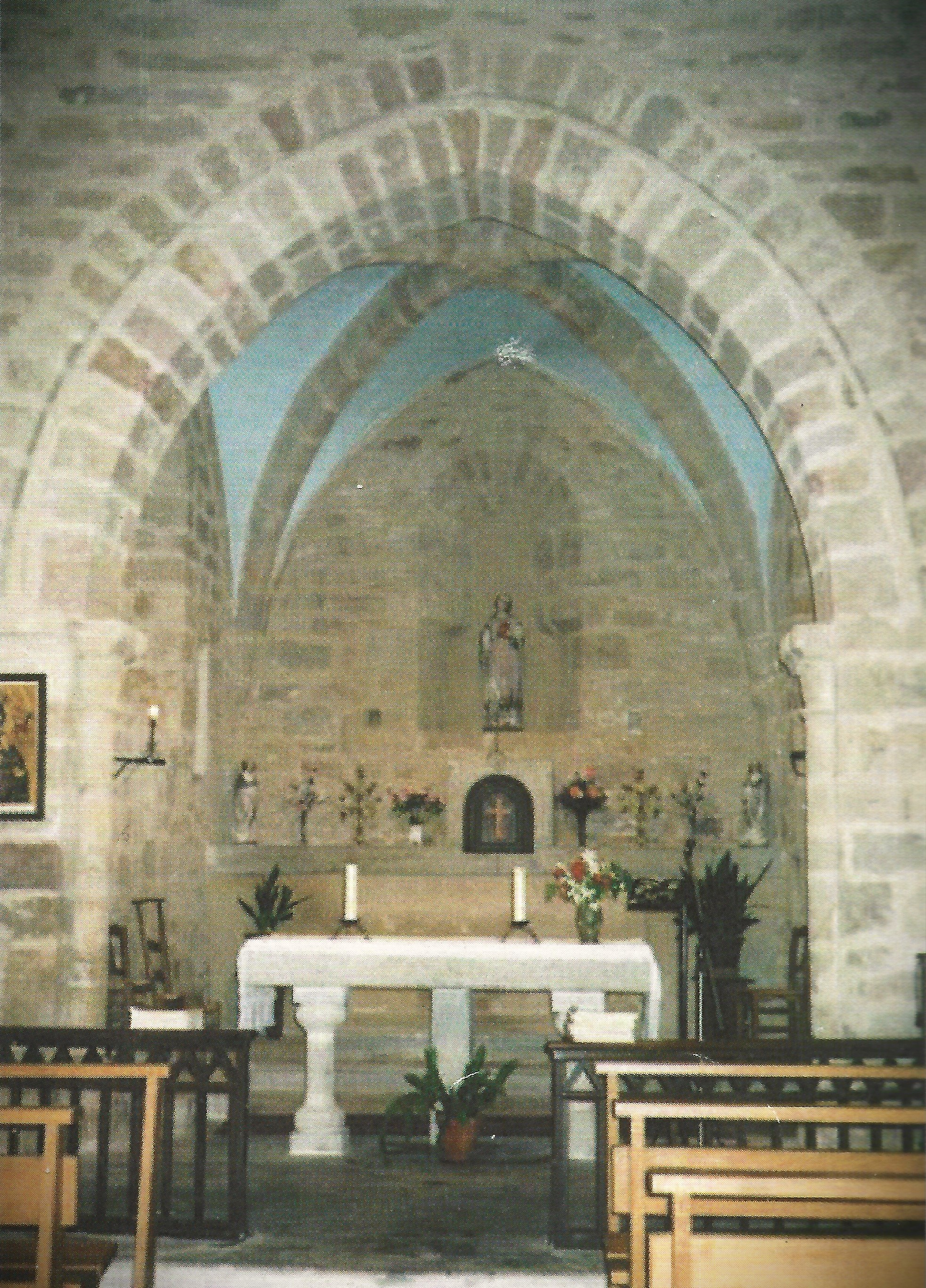
Le chœur gothique bâti sur des bases romanes.

De la période romane il ne nous reste qu'une partie du chœur qui a conservé, à la base, ses belles pierres de taille et les colonnes de l'arc triomphal, devenu ogival lors de la surélévation du sanctuaire à l'époque gothique. L'arc repose sur l'épais tailloir de deux chapiteaux supportés par des colonnes à demi engagées, appuyées à un dosseret. Si la base des colonnes n'est ornée que d'un simple tore, le décor des chapiteaux, par contre, ne manque pas d'intérêt: celui de droite est sculpté de sept boutons inscrits dans un cercle encadré de feuilles à nervure perlée, que l'on retrouve sur la corbeille du chapiteau de gauche; un motif semblable apparaît sur l'un des chapiteaux de l'arc triomphal de la Chapelle Notre-Dame de Belpuech, sur la commune de Camps-Saint-Mathurin-Léobazel.
Côté chœur, dans le prolongement des précédents, deux autres chapiteaux dont le large tailloir à trois faces moulurées d'apparence gothique, sert de point d'appui aux nervures de la voûte du chœur: l'un est sculpté de palmettes fleuronnées semblables à celles qui ornent l'unique chapiteau roman de l'église de Mercœur. L'autre, présente quatre boules volumineuses sur une longue tige, maladroite de motifs sculptés sur l'un des chapiteaux de l'église Saint-Sauveur de Figeac par A.M. Pêcheur et H. Pradalier: "des grandes feuilles lisses engainantes portant des boules à l'emplacement des volutes. Ces motifs simples, comme les feuilles à nervure perlée, renvoient à la sculpture pré-gothique d'inspiration cistercienne en Languedoc" et à "certains chapiteaux de Saint-Urcisse de Cahors".
Sur le côté sud de l'abside, on notera un autre vestige roman: le lavabo que l'on retrouve à Teyssieu, à Cahus et à Saint-Saury. Sur le côté nord, parmi les nombreux remaniements, on distingue l'arc surbaissé d'une ouverture ou d'une niche.

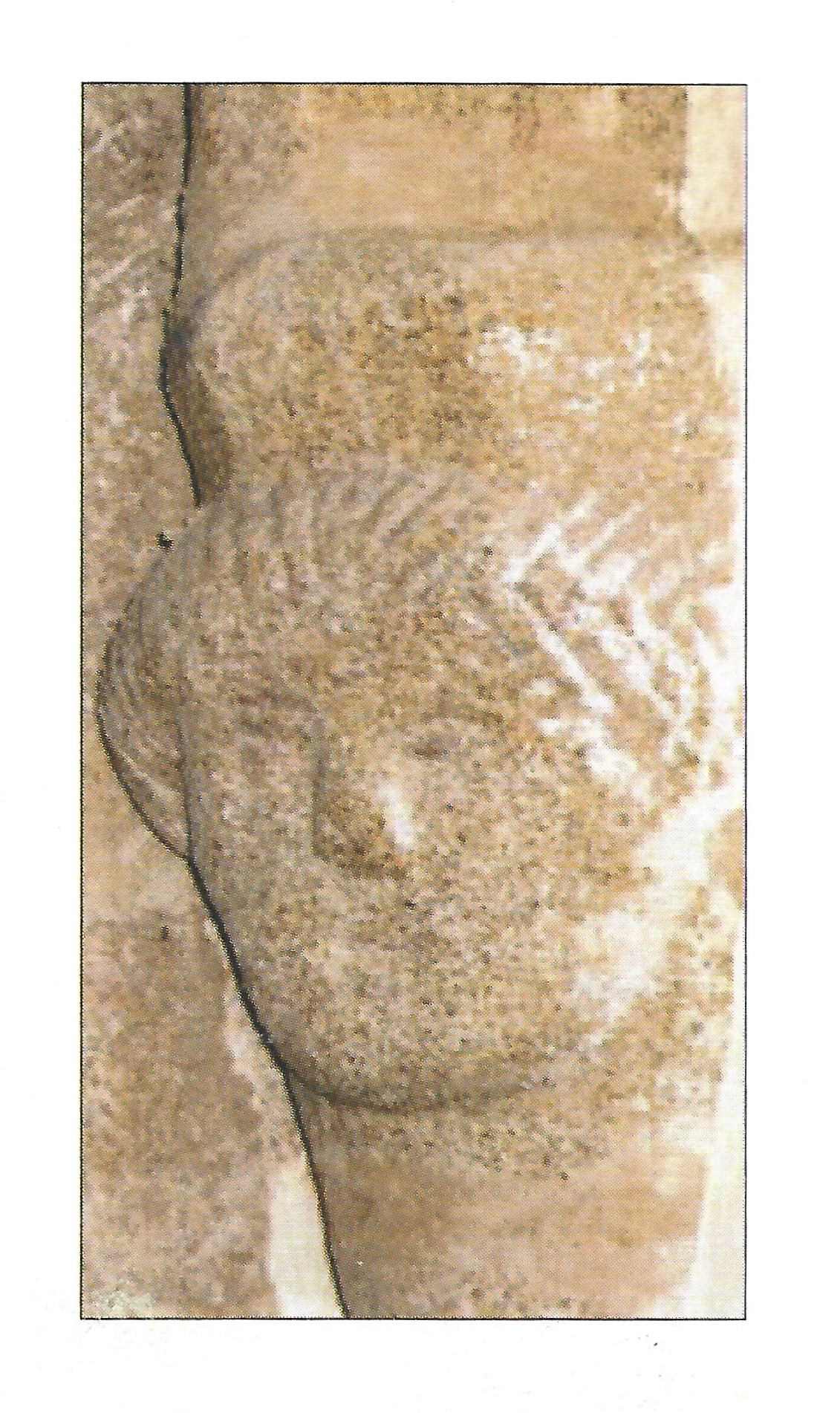
une des têtes d'inspiration romane

L'époque gothique est représentée par deux chapelles latérales et la voûte du chœur. Les chapelles de plan rectangulaire forment un faux transept. Leur arc d'entrée est ogival au nord, en plein cintre au sud. Chapelles et chœur sont couverts de voûtes sur croisée d'ogives dont les nervures s'appuient sur des culots particulièrement remarquables dans la chapelle méridionale : trois visages dans la tradition romane qui se caractérisent par une coiffure en couronne gravée de stries parallèles ou de chevrons, recouvrant le front et une magnifique tête de bélier aux cornes puissantes et retombantes, sous lesquelles se détachent de gros yeux en grain de café.
Les trois voûtes ont conservé intacte leur clef de voûte: la main de Dieu, une main bénissant toujours tournée vers Jérusalem (chœur), une rouelle à six branches (chapelle Saint-Joseph) que l'on retrouve très souvent sur les linteaux de porte et le Trigramme de Jésus IHS (Chapelle Notre-Dame). On notera enfin, la très belle tête sculptée sur la base du chanfrein du pilier d'entrée de la chapelle méridionale.

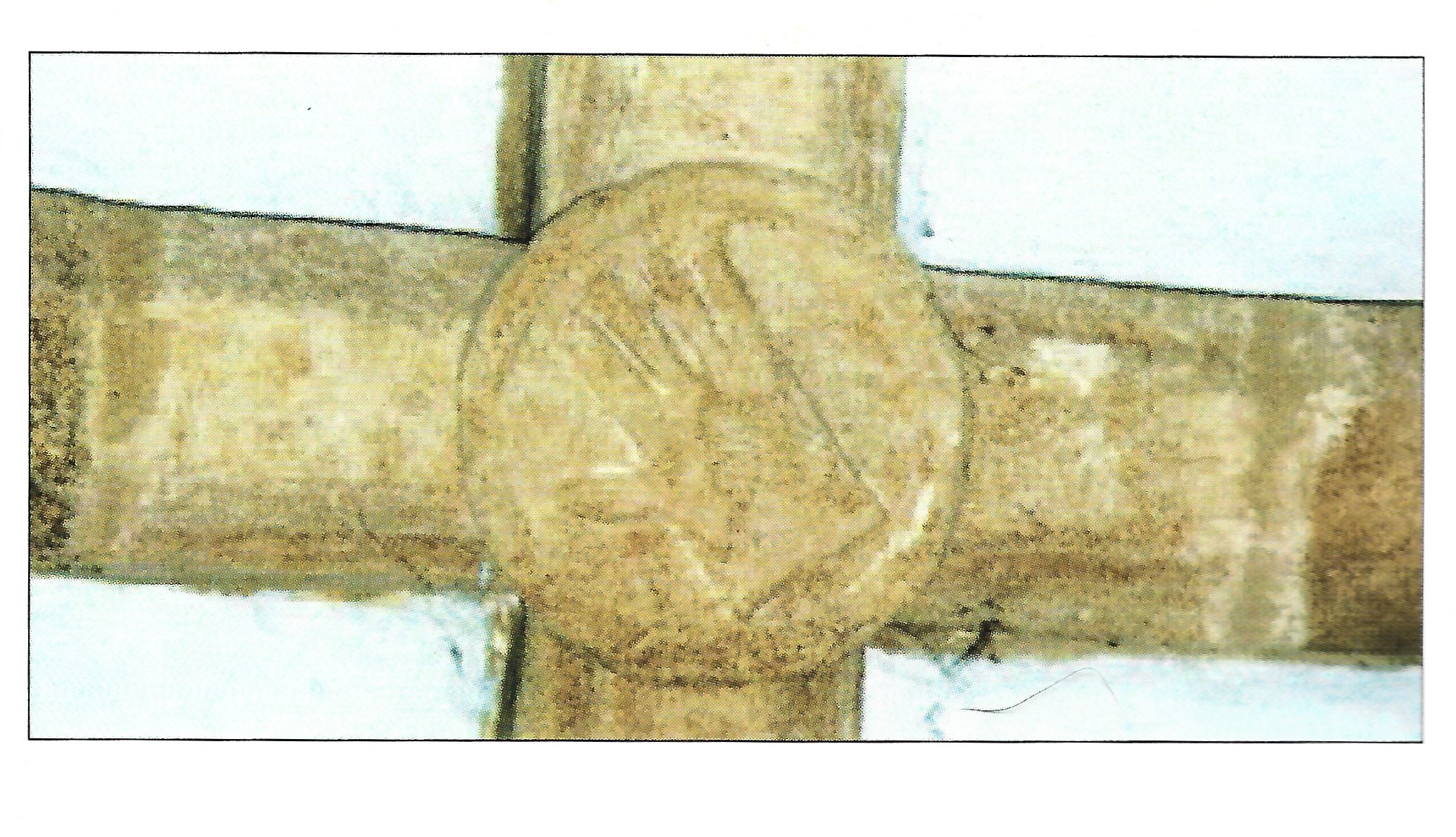
La clef de voute du chœur.
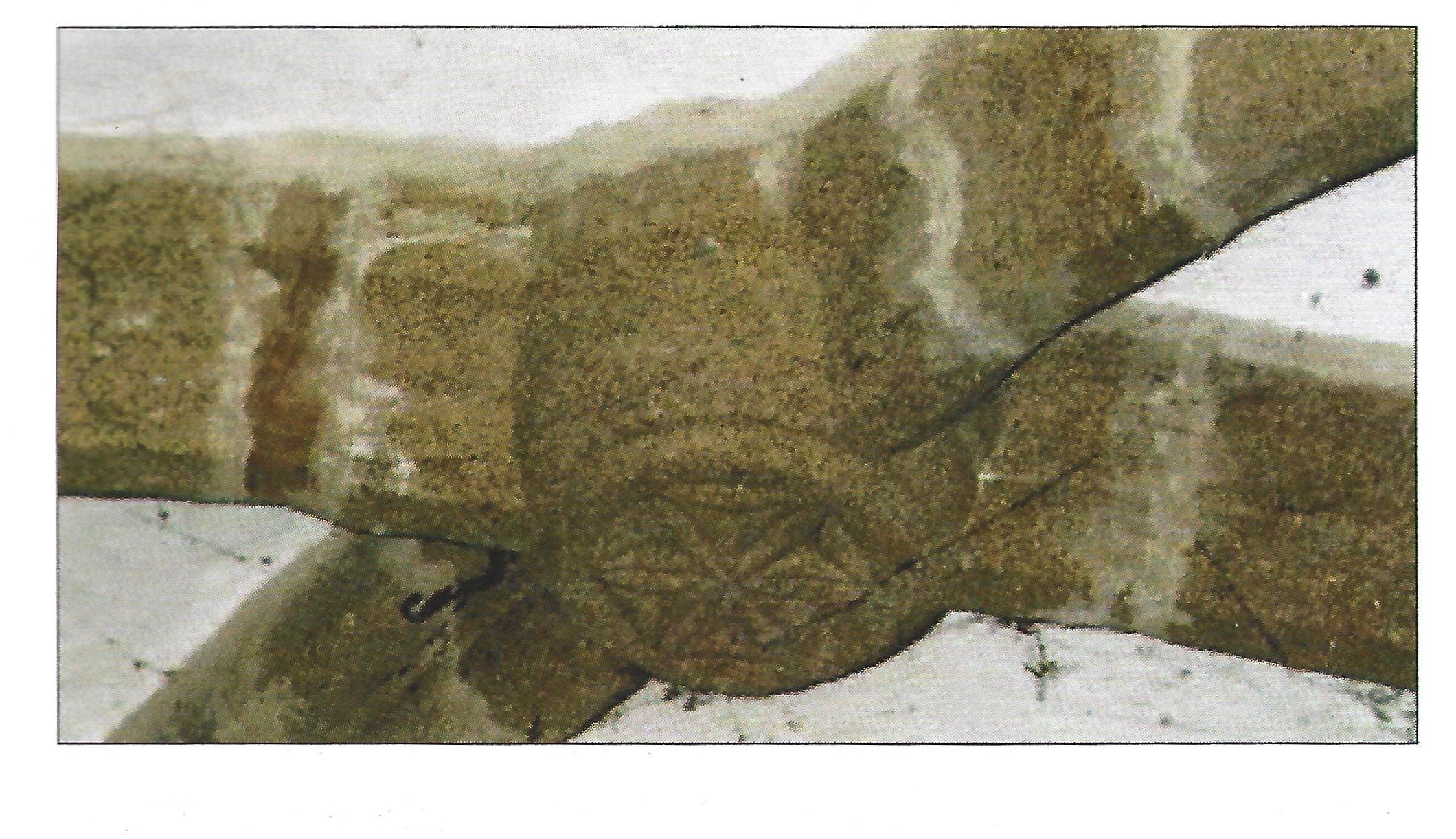
La clef de voute de la chapelle Saint-Joseph.
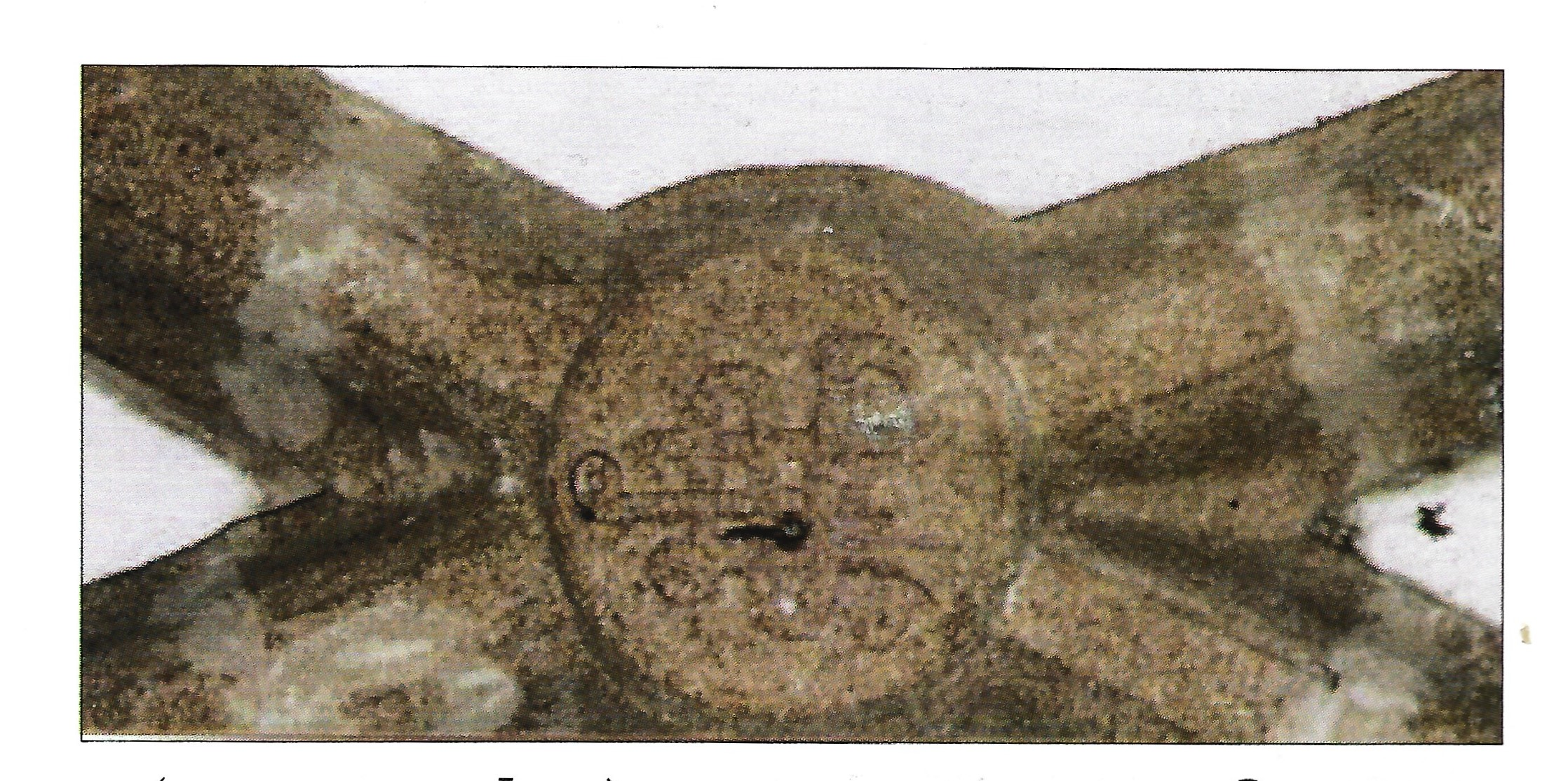
La clef de voute de la chapelle Notre-Dame.

Au XIXe siècle, la petite nef romane a été prolongée et élargie. Une voûte lambrissée la recouvre. Vers l'entrée deux puissants piliers servent de support à la tribune et au clocher.

## Art mobilier

### Buste reliquaire de Saint-Roch, patron secondaire de la paroisse
Il est représenté en pèlerin, comme Saint-Jacques et bien qu'il ne soit jamais allé à Compostelle, il arbore la coquille des jacquaires. Ce personnage barbu aux cheveux ondulés est élégamment vêtu: une tunique dorée régulièrement plissée, retenue au-dessus de la taille par une ceinture et un court mantelet noir bordé d'un galon doré et doté d'un col officier. Les coquilles St Jacques impliquent vraisemblablement une relation avec l'un des chemins de pèlerinage de Conques  à Rocamadour.

### La Vierge à l'Enfant, barbouilléeen doré au cours duXXesiècle
Elle n'a ni l'élégance de la Vierge de Teyssieu, ni le maintien de la bourgeoise de Calviac. C'est une paysanne ségaline, dans l'attitude et le drapé traditionnel des Vierges des XVIIe et XVIIIe siècles.

### Les tableaux de Saint-Pierre et  de Saint-Paul (XIXesiècle)
Des  œuvres  médiocres figurant des saints en pied, de taille imposante et drapés dans un ample manteau. Ils représentent essentiellement une attitude, un costume et des attributs.
Saint-Pierre, visage auréolé, est un homme âgé, barbu au front dénudé. Il tient de sa main droite la clef du paradis, symbole des pouvoirs spirituels et temporels qui lui ont été transmis.
Saint-Paul, plus jeune, à la barbe drue, s'appuie sur son épée tranchante comme la parole qui symbolise à la fois le supplice, l'autorité et la puissance.

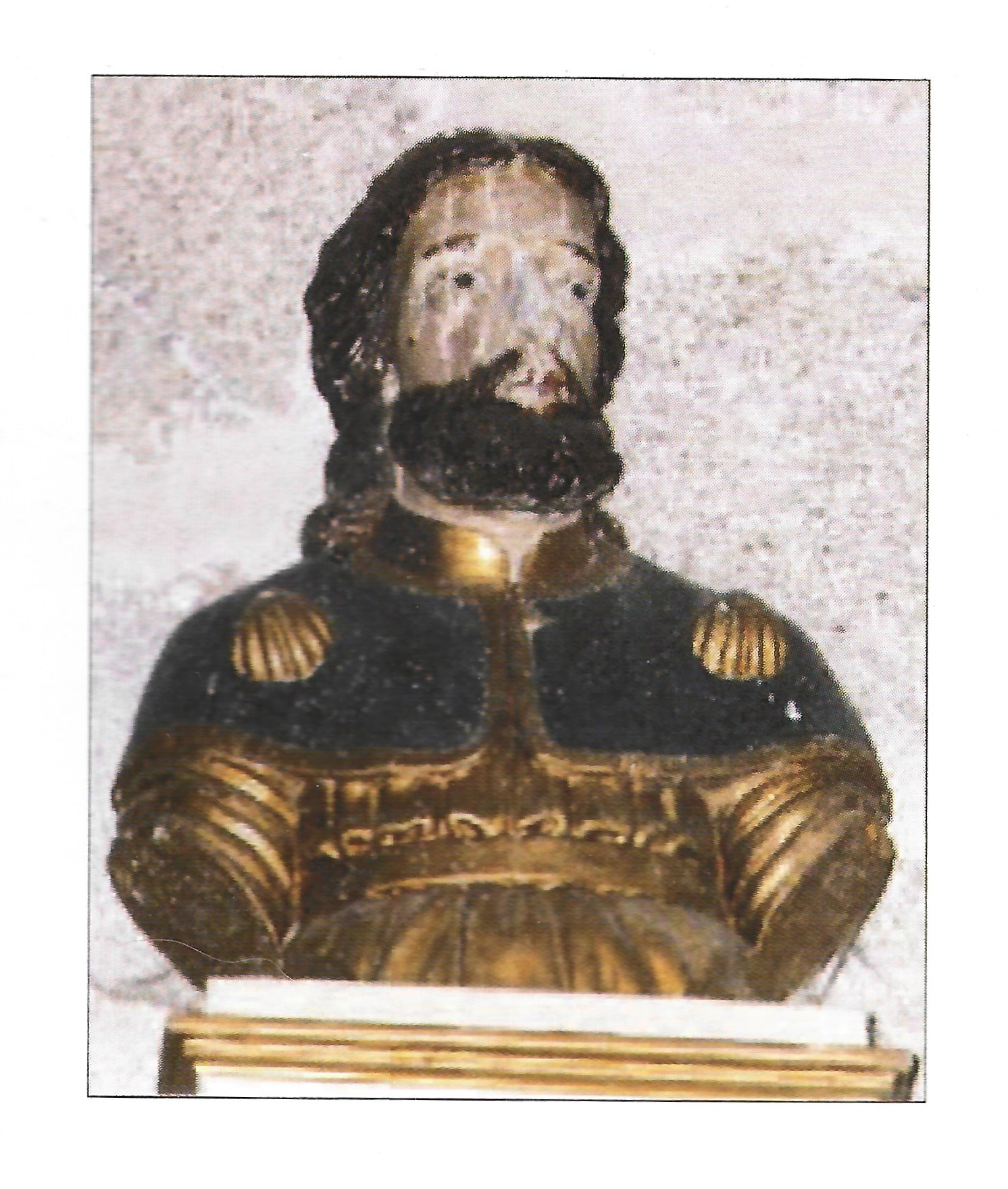
Buste Reliquaire de Saint-Roch.
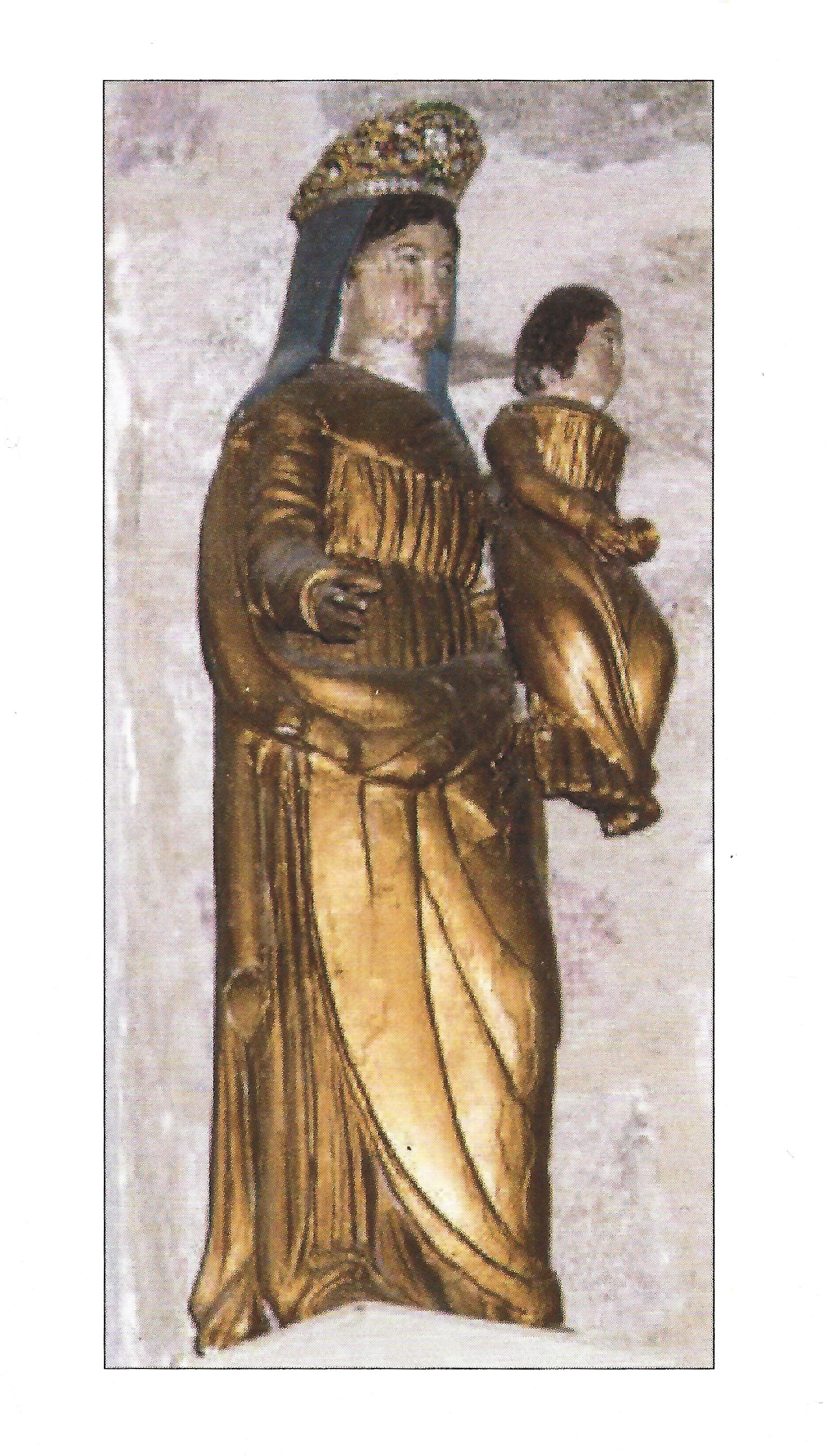
Statue de la Vierge à l'Enfant.
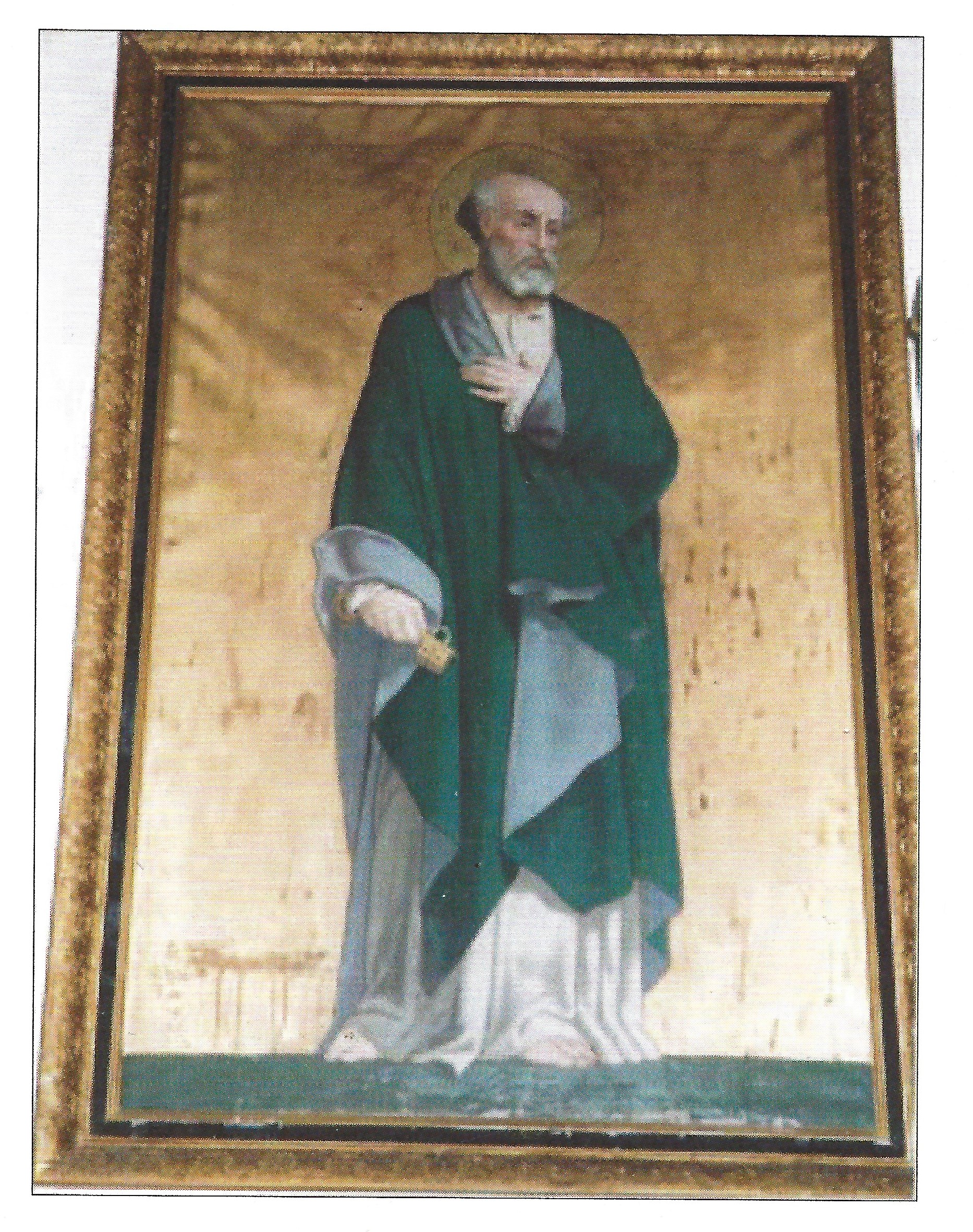
Tableau représentant Saint-Pierre.
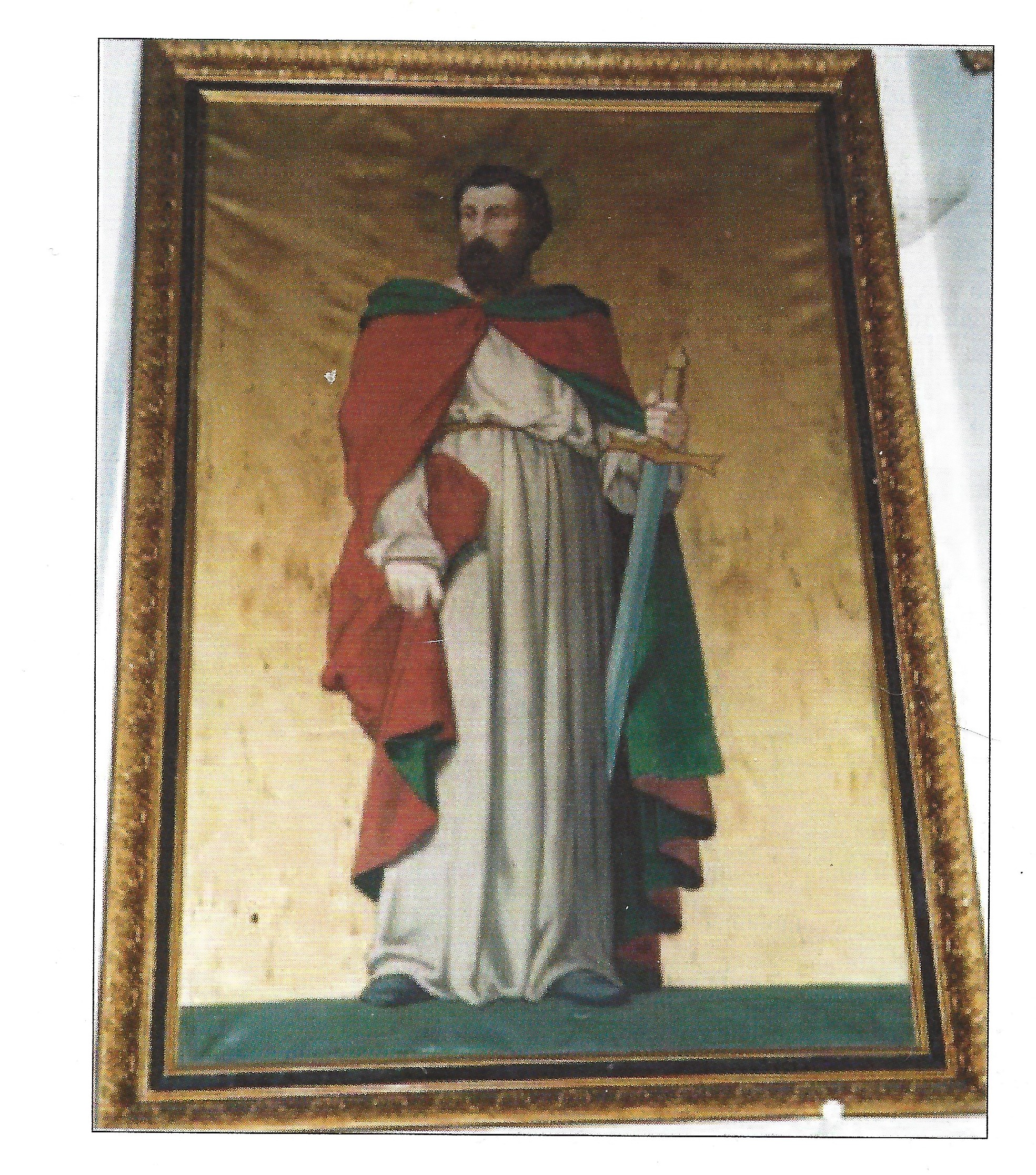
Tableau représentant Saint-Paul.

## Les vitraux
L'église conserve  un bel ensemble de six vitraux d'excellente facture, signés Henri Feur - 1893 - Bordeaux, un maître verrier  qui a travaillé en 1881 à Latronquière et à seize autres églises du Lot entre 1889 et 1905. Les sujets figurés sont les suivants:
- Sainte-Cécile, la patronne de l'église, est représentée avec son orgue ; un texte du XIIe siècle compare la douceur de sa prière à celle de la musique; c'est depuis qu'on se mit à écrire "que le chant intérieur de cette jeune femme attirait les anges comme les doux sons d'un orgue". C'est ainsi que s'établit la légende de Sainte-Cécile musicienne, qu'elle devint la patronne des musiciens et qu'on la représentât avec un orgue.
- Saint-Michel terrassant le dragon. Ce guerrier ailé, vêtu en soldat défenseur  des croyants, symbolise l'église combattante qui piétine et renverse ses adversaires.
- L'archange Gabriel  accompagné de la Vierge enfant entourée de fleurs dont une fleur de lys et d'une colombe, préfigure l'Annonciation.
- La Vierge à l'Enfant fait face à Saint-Joseph.
- Saint-Joseph  et sa branche de lys. La légende dorée raconte comment Joseph fut choisi comme époux de Marie: à l'occasion d'une fête, une voix se fit entendre dans le Temple de Jérusalem, ordonnant à tous les davidides de se présenter devant Dieu avec une baquette. La voix mystérieuse ajoutait que celui dont la baguette produirait des fleurs serait l'élu. Quand Joseph se présenta, la baguette se couvrit de fleurs. La branche de lys qu'il porte marque la chasteté du père nourricier  de Jésus et de son mariage avec la Vierge.
- Saint-Louis est une représentation traditionnelle du Roi tenant la Couronne d'épines ramenée de Terre-Sainte.

## Sources
- « Église paroissiale Sainte-Cécile », notice no IA46100383, sur la plateforme ouverte du patrimoine, base Mérimée, ministère français de la Culture
- Gaston Bazalgues, À la découverte des noms de lieux du Quercy : Toponymie lotoise, Gourdon, Éditions de la Bouriane et du Quercy, juin 2002, 127 p. (ISBN 2-910540-16-2).
- Archives départementales du Lot.
- Archives paroissiales de Sénaillac-Latronquière.
- Pays d'Art et d'Histoire de la Vallée de la Dordogne Lotoise.
- Association "Sousceyrac-d'Hier à Aujourd'hui".
- témoignage des habitants de Sénaillac.
- témoignage des habitans de Siran (Cantal).